# Salernitana Sport 1996-1997
Questa pagina raccoglie i dati riguardanti la Salernitana Sport nelle competizioni ufficiali della stagione 1996-1997.

## Stagione
Non c'è due senza tre, avrà pensato la dirigenza della Salernitana, sicché è intenzionata a riprovare la scalata alla Serie A anche per il terzo anno consecutivo. Per tentare il tutto per tutto, decide addirittura di ingaggiare dei calciatori stranieri dopo ben 43 anni: infatti l'ultimo giocatore proveniente dall'estero ad aver indossato la maglia granata prima del 1996 fu Mihály Kincses nella stagione 1953-1954.
Stavolta però le cose vanno molto diversamente: gli acquisti estivi si rivelano tutti deludenti (in primis i due olandesi) e la stagione è fallimentare, con i granata che solo alla penultima giornata riescono ad agguantare la salvezza.
Il campionato inizia con il successo per 2-0 contro il Foggia all'Arechi, dopo che in Coppa Italia i granata sono stati estromessi al primo turno dal Chievo, il 24 agosto. Ma è un fuoco di paglia, poiché si palesano subito grossi limiti in fase realizzativa. A complicare la situazione contribuisce, prima della partita col Venezia, la cessione di Pisano al Genoa. Il bomber siciliano conclude così la sua carriera a Salerno con all'attivo un bottino di 60 gol, che lo collaca alle spalle del solo Vincenzo Margiotta, primatista assoluto con 82 reti, nella classifica di tutti i tempi dei cannonieri della Salernitana.
Dopo l'ultima giornata del girone di andata, Franco Colomba viene esonerato e gli subentra Franco Varrella, che riesce a salvare i granata dalla retrocessione. Curiosamente, nonostante il fallimento dei due olandesi, sarà proprio un altro calciatore straniero a contribuire con i suoi goal alla permanenza in serie B: il sudafricano Masinga, sbarcato a Salerno durante il mercato di riparazione. Al termine della stagione, si accomiatano da Salerno  Antonio Chimenti e Francesco Tudisco rispettivamente con 140 e 165 presenze.

## Divise e sponsor
Lo sponsor tecnico per la stagione 1996-1997 è Asics, mentre lo sponsor ufficiale è Salumi Spiezia. La divisa casalinga è composta da una maglia granata, pantaloncini Neri e calzettoni granata.
| Casa |

## Organigramma societario
Fonte
Area direttiva
- Presidente: Aniello Aliberti
- Amministratore Delegato: Michele Aliberti
- Segretario: Diodato Abagnara

Area comunicazione
- Addetto Stampa: Gigi Caliulo

Area tecnica
- Direttore Sportivo: Giuseppe Cannella
- Allenatore: Franco Colomba, dal 28/02/1997 Franco Varrella
- Allenatore in seconda: Carmine Picone (fino al 26/02/1997)
- Preparatore Atletico: Stefano Marrone, dal 28/02/1997 Eugenio Albarella

Area sanitaria
- Medico Sociale: Giuseppe Palumbo
- Massaggiatore: Giovanni Carmando, dal 28/01/1997 Maurizio Bellofiore
- Magazziniere: Alfonso De Santo

## Rosa
| N. |                   | Ruolo | Calciatore            |
| -- | ----------------- | ----- | --------------------- |
| 1  | Italia (bandiera) | P     | Antonio Chimenti      |
| 12 | Italia (bandiera) | P     | Maurizio Franzone     |
|    | Italia (bandiera) | P     | Francesco Parrotta    |
|    | Italia (bandiera) | P     | Ciro Polito           |
| 15 | Italia (bandiera) | D     | Mirko Cudini          |
| 30 | Italia (bandiera) | D     | Alessandro Del Grosso |
| 5  | Italia (bandiera) | D     | Mauro Facci           |
| 2  | Italia (bandiera) | D     | Claudio Grimaudo      |
| 19 | Italia (bandiera) | D     | Fabio Moro            |
| 6  | Italia (bandiera) | D     | Massimiliano Rosa     |
|    | Italia (bandiera) | D     | Mirko Sadotti         |
| 3  | Italia (bandiera) | D     | Vittorio Tosto        |
|    | Italia (bandiera) | C     | Andrea Benassi        |
| 4  | Italia (bandiera) | C     | Roberto Breda         |
|    | Italia (bandiera) | C     | Vincenzo De Franco    |

| N. |                        | Ruolo | Calciatore                 |
| -- | ---------------------- | ----- | -------------------------- |
| 26 | Italia (bandiera)      | C     | Francesco Dell'Anno        |
|    | Paesi Bassi (bandiera) | C     | Maickel Ferrier            |
| 10 | Italia (bandiera)      | C     | Alessio Pirri              |
| 18 | Italia (bandiera)      | C     | Paolo Rachini              |
|    | Italia (bandiera)      | C     | Steven Torbidoni           |
| 8  | Italia (bandiera)      | C     | Francesco Tudisco          |
| 31 | Italia (bandiera)      | A     | Edoardo Artistico          |
| 11 | Paesi Bassi (bandiera) | A     | Stefan Jansen              |
| 27 | Sudafrica (bandiera)   | A     | Phil Masinga               |
|    | Italia (bandiera)      | A     | Giovanni Pisano (capitano) |
| 7  | Italia (bandiera)      | A     | Carlo Ricchetti            |
|    | Italia (bandiera)      | A     | Giovanni Spinelli          |
| 29 | Australia (bandiera)   | A     | Danny Tiatto               |
|    | Italia (bandiera)      | A     | Massimiliano Vadacca       |

## Risultati

### Serie B

#### Girone di andata
| Arbitro: | Bolognino (Milano) |

|                                       |           |  |
| A. Pirri 9’ (rig.) Tudisco 80’ (rig.) | Marcatori |  |

| Arbitro: | Bonfrisco (Bologna) |

|                         |           |  |
| Cappellini 44’ Pane 90’ | Marcatori |  |

| Salerno 22 settembre 1996, ore ? CEST 3ª giornata | Salernitana        | 0 – 0 referto | Palermo | Stadio Arechi\| Arbitro: \| Stafoggia (Pesaro) \| |
| Arbitro:                                          | Stafoggia (Pesaro) |               |         |                                                   |

| Arbitro: | Gronda (Genova) |

|                                   |           |  |
| Sogliano 10’ Paci 31’, 67’ (rig.) | Marcatori |  |

| Arbitro: | Piretti (Ravenna) |

|                   |           |  |
| Pisano 86’ (rig.) | Marcatori |  |

| Arbitro: | Borriello (Mantova) |

|                 |           |  |
| Moro 64’ (aut.) | Marcatori |  |

| Arbitro: | Pin (Conegliano) |

|            |           |  |
| Pisano 79’ | Marcatori |  |

| Arbitro: | Nicchi (Arezzo) |

|                     |           |            |
| Masolini 29’ (rig.) | Marcatori | 18’ Jansen |

| Salerno 3 novembre 1996, ore ? CET 9ª giornata | Salernitana         | 0 – 0 referto | Cosenza | Stadio Arechi\| Arbitro: \| Ceccarini (Livorno) \| |
| Arbitro:                                       | Ceccarini (Livorno) |               |         |                                                    |

| Arbitro: | Ercolino (Cassino) |

|                         |           |            |
| Cerbone 45’ Cossato 44’ | Marcatori | 18’ Tiatto |

| Salerno 24 novembre 1996, ore ? CET 11ª giornata | Salernitana        | 0 – 0 referto | Bari | Stadio Arechi\| Arbitro: \| De Santis (Tivoli) \| |
| Arbitro:                                         | De Santis (Tivoli) |               |      |                                                   |

| Arbitro: | Trentalange (Torino) |

|               |           |             |
| Lucarelli 54’ | Marcatori | 74’ Tudisco |

| Arbitro: | Farina (Novi Ligure) |

|                             |           |  |
| G. Bizzarri 16’ Criniti 48’ | Marcatori |  |

| Arbitro: | Pellegrino (Barcellona Pozzo di Gotto) |

|           |           |                      |
| Tosto 58’ | Marcatori | 39’ (rig.) Francioso |

| Arbitro: | Pairetto (Nichelino) |

|                      |           |  |
| Torino 81’ Zauli 86’ | Marcatori |  |

| Arbitro: | Tombolini (Ancona) |

|            |           |  |
| Pisano 50’ | Marcatori |  |

| Arbitro: | Sirotti (Forlì) |

|                   |           |  |
| Bonomi 44’ (rig.) | Marcatori |  |

| Arbitro: | Branzoni (Pavia) |

|           |           |  |
| Tosto 25’ | Marcatori |  |

| Arbitro: | Serena (Bassano del Grappa) |

|                              |           |  |
| Dionigi 25’, 75’ (rig.), 77’ | Marcatori |  |

#### Girone di ritorno
| Arbitro: | Ceccarini (Livorno) |

|                                  |           |  |
| Zanchetta 21’ (rig.) Axeldal 28’ | Marcatori |  |

| Arbitro: | Dagnello (Trieste) |

|              |           |                 |
| A. Pirri 36’ | Marcatori | 35’ C. Esposito |

| Arbitro: | Nucini (Bergamo) |

|            |           |                     |
| Barraco 8’ | Marcatori | 65’ (rig.) A. Pirri |

| Arbitro: | Lana (Torino) |

|              |           |  |
| Artistico 8’ | Marcatori |  |

| Cremona 2 marzo 1997, ore ? CET 24ª giornata | Cremonese          | 0 – 0 referto | Salernitana | Stadio Giovanni Zini\| Arbitro: \| Preschern (Mestre) \| |
| Arbitro:                                     | Preschern (Mestre) |               |             |                                                          |

| Arbitro: | Rossi (Ciampino) |

|                            |           |               |
| Grimaudo 58’ Artistico 67’ | Marcatori | 39’ Cammarata |

| Arbitro: | De Santis (Tivoli) |

|                             |           |             |
| Salvetti 8’ Piangerelli 90’ | Marcatori | 65’ Masinga |

| Arbitro: | Rodomonti (Teramo) |

|            |           |              |
| Tudisco 8’ | Marcatori | 52’ Goossens |

| Arbitro: | Bettin (Padova) |

|                                           |           |              |
| Alessio 8’ (rig.), 62’ (rig.) Guidoni 53’ | Marcatori | 30’ Grimaudo |

| Arbitro: | Cesari (Genova) |

|                                  |           |                        |
| Tudisco 38’ (rig.) Artistico 39’ | Marcatori | 16’ Cerbone 36’ Rinino |

| Arbitro: | Serena (Bassano del Grappa) |

|                           |           |               |
| Ventola 13’ Giorgetti 90’ | Marcatori | 30’ Ricchetti |

| Salerno 27 aprile 1997, ore ? CEST 31ª giornata | Salernitana      | 0 – 0 referto | Padova | Stadio Arechi\| Arbitro: \| Branzoni (Pavia) \| |
| Arbitro:                                        | Branzoni (Pavia) |               |        |                                                 |

| Arbitro: | Treossi (Forlì) |

|                                                  |           |                 |
| Luzardi 3’ (aut.) Masinga 16’, 86’ Artistico 28’ | Marcatori | 47’ G. Bizzarri |

| Arbitro: | Gronda (Genova) |

|                                             |           |                         |
| Francioso 19’ (rig.) F. Palmieri 75’ (rig.) | Marcatori | 82’ Artistico 90’ Breda |

| Arbitro: | Serena (Bassano del Grappa) |

|               |           |  |
| Dell'Anno 75’ | Marcatori |  |

| Arbitro: | Bolognino (Milano) |

|                                          |           |  |
| F. Giampaolo 20’ Greco 38’ Palladini 42’ | Marcatori |  |

| Arbitro: | Dagnello (Trieste) |

|             |           |  |
| Masinga 88’ | Marcatori |  |

| Arbitro: | Bolognino (Milano) |

|            |           |               |
| Pedone 18’ | Marcatori | 15’ Ricchetti |

| Arbitro: | Pin (Conegliano) |

|               |           |                                           |
| Artistico 71’ | Marcatori | 19’, 47’ (rig.) Dionigi 68’ (aut.) Cudini |

### Coppa Italia

#### Prima fase
| Arbitro: | Sirotti (Forlì) |

|            |           |  |
| D'Anna 42’ | Marcatori |  |

## Statistiche
Statistiche aggiornate al 15 giugno 1997.

### Statistiche di squadra
| Competizione | Punti | In casa | In casa | In casa | In casa | In casa | In casa | In trasferta | In trasferta | In trasferta | In trasferta | In trasferta | In trasferta | Totale | Totale | Totale | Totale | Totale | Totale | DR  |
| Competizione | Punti | G       | V       | N       | P       | Gf      | Gs      | G            | V            | N            | P            | Gf           | Gs           | G      | V      | N      | P      | Gf     | Gs     | DR  |
| ------------ | ----- | ------- | ------- | ------- | ------- | ------- | ------- | ------------ | ------------ | ------------ | ------------ | ------------ | ------------ | ------ | ------ | ------ | ------ | ------ | ------ | --- |
| Serie B      | 44    | 19      | 10      | 8       | 1       | 21      | 10      | 19           | 0            | 6            | 13           | 10           | 34           | 38     | 10     | 14     | 14     | 31     | 44     | -13 |
| Coppa Italia | -     | 0       | 0       | 0       | 0       | 0       | 0       | 1            | 0            | 0            | 1            | 0            | 1            | 1      | 0      | 0      | 1      | 0      | 1      | -1  |
| Totale       | -     | 19      | 10      | 8       | 1       | 21      | 10      | 20           | 0            | 6            | 14           | 10           | 35           | 39     | 10     | 14     | 15     | 31     | 45     | -14 |

### Andamento in campionato
| Giornata  | 1 | 2 | 3 | 4  | 5 | 6  | 7 | 8 | 9 | 10 | 11 | 12 | 13 | 14 | 15 | 16 | 17 | 18 | 19 | 20 | 21 | 22 | 23 | 24 | 25 | 26 | 27 | 28 | 29 | 30 | 31 | 32 | 33 | 34 | 35 | 36 | 37 | 38 |
| --------- | - | - | - | -- | - | -- | - | - | - | -- | -- | -- | -- | -- | -- | -- | -- | -- | -- | -- | -- | -- | -- | -- | -- | -- | -- | -- | -- | -- | -- | -- | -- | -- | -- | -- | -- | -- |
| Luogo     | C | T | C | T  | C | T  | C | T | C | T  | C  | T  | T  | C  | T  | C  | T  | C  | T  | T  | C  | T  | C  | T  | C  | T  | C  | T  | C  | T  | C  | C  | T  | C  | T  | C  | T  | C  |
| Risultato | V | P | N | P  | V | P  | V | N | N | P  | N  | N  | P  | N  | P  | V  | P  | V  | P  | P  | N  | N  | V  | N  | V  | P  | N  | P  | N  | P  | N  | V  | N  | V  | P  | V  | N  | P  |
| Posizione | 2 | 5 | 7 | 14 | 7 | 10 | 8 | 8 | 9 | 11 | 12 | 13 | 14 | 14 | 15 | 13 | 15 | 12 | 14 | 17 | 16 | 15 | 11 | 13 | 12 | 12 | 13 | 14 | 14 | 15 | 15 | 15 | 14 | 13 | 15 | 14 | 14 | 15 |

Fonte:  Serie B - Classifiche, su calciometro.it (archiviato dall'url originale il 10 gennaio 2015).
Legenda:

Luogo: C = Casa; T = Trasferta. Risultato: V = Vittoria; N = Pareggio; P = Sconfitta.

### Statistiche dei giocatori
Sono in corsivo i calciatori che hanno lasciato la società a stagione in corso.
| Giocatore     | Serie B  | Serie B | Serie B     | Serie B    | Coppa Italia | Coppa Italia | Coppa Italia | Coppa Italia | Totale   | Totale | Totale      | Totale     |
| Giocatore     | Presenze | Reti    | Ammonizioni | Espulsioni | Presenze     | Reti         | Ammonizioni  | Espulsioni   | Presenze | Reti   | Ammonizioni | Espulsioni |
| ------------- | -------- | ------- | ----------- | ---------- | ------------ | ------------ | ------------ | ------------ | -------- | ------ | ----------- | ---------- |
| E. Artistico  | 23       | 6       | ?           | ?          | ?            | 0            | ?            | ?            | 23+      | 6      | ?           | ?          |
| A. Benassi    | 1        | 0       | ?           | ?          | ?            | 0            | ?            | ?            | 1+       | 0      | ?           | ?          |
| R. Breda      | 37       | 1       | ?           | ?          | ?            | 0            | ?            | ?            | 37+      | 1      | ?           | ?          |
| A. Chimenti   | 37       | -42     | ?           | ?          | ?            | -?           | ?            | ?            | 37+      | -42+   | ?           | ?          |
| M. Cudini     | 23       | 0       | ?           | ?          | ?            | 0            | ?            | ?            | 23+      | 0      | ?           | ?          |
| V. De Franco  | 1        | 0       | ?           | ?          | ?            | 0            | ?            | ?            | 1+       | 0      | ?           | ?          |
| A. Del Grosso | 24       | 0       | ?           | ?          | ?            | 0            | ?            | ?            | 24+      | 0      | ?           | ?          |
| F. Dell'Anno  | 27       | 1       | ?           | ?          | ?            | 0            | ?            | ?            | 27+      | 1      | ?           | ?          |
| M. Facci      | 25       | 0       | ?           | ?          | ?            | 0            | ?            | ?            | 25+      | 0      | ?           | ?          |
| M. Ferrier    | 4        | 0       | ?           | ?          | ?            | 0            | ?            | ?            | 4+       | 0      | ?           | ?          |
| M. Franzone   | 1        | -2      | ?           | ?          | ?            | -?           | ?            | ?            | 1+       | -2+    | ?           | ?          |
| C. Grimaudo   | 32       | 2       | ?           | ?          | ?            | 0            | ?            | ?            | 32+      | 2      | ?           | ?          |
| S. Jansen     | 16       | 1       | ?           | ?          | ?            | 0            | ?            | ?            | 16+      | 1      | ?           | ?          |
| P. Masinga    | 16       | 4       | ?           | ?          | ?            | 0            | ?            | ?            | 16+      | 4      | ?           | ?          |
| F. Moro       | 22       | 0       | ?           | ?          | ?            | 0            | ?            | ?            | 22+      | 0      | ?           | ?          |
| F. Perrotta   | 0        | -0      | ?           | ?          | ?            | -?           | ?            | ?            | 0+       | -0+    | ?           | ?          |
| A. Pirri      | 32       | 2       | ?           | ?          | ?            | 0            | ?            | ?            | 32+      | 2      | ?           | ?          |
| G. Pisano     | 16       | 3       | ?           | ?          | ?            | 0            | ?            | ?            | 16+      | 3      | ?           | ?          |
| C. Polito     | 0        | -0      | ?           | ?          | ?            | -?           | ?            | ?            | 0+       | -0+    | ?           | ?          |
| P. Rachini    | 32       | 0       | ?           | ?          | ?            | 0            | ?            | ?            | 32+      | 0      | ?           | ?          |
| C. Ricchetti  | 26       | 2       | ?           | ?          | ?            | 0            | ?            | ?            | 26+      | 2      | ?           | ?          |
| M. Rosa       | 29       | 0       | ?           | ?          | ?            | 0            | ?            | ?            | 29+      | 0      | ?           | ?          |
| M. Sadotti    | 13       | 0       | ?           | ?          | ?            | 0            | ?            | ?            | 13+      | 0      | ?           | ?          |
| G. Spinelli   | 0        | 0       | 0           | 0          | ?            | 0            | ?            | ?            | 0+       | 0      | 0+          | 0+         |
| D. Tiatto     | 11       | 1       | ?           | ?          | ?            | 0            | ?            | ?            | 11+      | 1      | ?           | ?          |
| S. Torbidoni  | 5        | 0       | ?           | ?          | ?            | 0            | ?            | ?            | 5+       | 0      | ?           | ?          |
| V. Tosto      | 31       | 2       | ?           | ?          | ?            | 0            | ?            | ?            | 31+      | 2      | ?           | ?          |
| F. Tudisco    | 32       | 4       | ?           | ?          | ?            | 0            | ?            | ?            | 32+      | 4      | ?           | ?          |
| M. Vadacca    | 2        | 0       | ?           | ?          | ?            | 0            | ?            | ?            | 2+       | 0      | ?           | ?          |

## Giovanili

### Organigramma
Fonte
- Responsabile Settore Giovanile: Enrico Coscia
- Responsabile Settore Giovanile: Vincenzo D'Ambrosio
- Allenatore Primavera: Franco Della Monica

### Piazzamenti
- Primavera:
  - Campionato: ?
  - Coppa Italia: ?